# موریتس بلایبتروی
موریتس یوهان بلایبتروی (به آلمانی: Moritz Bleibtreu) (زاده ۱۳ اوت ۱۹۷۱) بازیگر آلمانی است.

## فیلم‌شناسی
فهرست برخی فیلم‌هایی که او در آنها به ایفای نقش پرداخته‌است :
- کوبیدن بر در بهشت (۱۹۹۷)
- لولا می‌دود (۱۹۹۸)
- در ماه ژوئیه (۲۰۰۰)
- آزمایش (۲۰۰۱)
- جانبداری (۲۰۰۱)
- سیرک نامرئی (۲۰۰۱)
- میراث‌دار: افسانه عمر خیام (۲۰۰۵)
- مونیخ (۲۰۰۵)
- مزرعه چکاوک‌ها (۲۰۰۷)
- واکر (۲۰۰۷)
- مسابقه سرعت (۲۰۰۸)
- نمایندگان زن (۲۰۰۸)
- گره بادر ماینهوف (۲۰۰۸)
- ۳۶۰ (۲۰۱۱)
- جنگ جهانی زد (۲۰۱۳)
- ویجی و من (۲۰۱۳)
- استریو (۲۰۱۴)
- زنی با لباس طلایی رنگ (۲۰۱۵)
- دوستانت را بکش (۲۰۱۵)